# Chief marketing officer
Chief marketing officer lub CMO – angielski tytuł nadawany w dużych organizacjach osobom zarządzającym działem marketingu. Odpowiednikiem CMO w polskich firmach może być na przykład dyrektor marketingu.
Osoba, która sprawuje funkcję CMO w organizacji, powinna nie tylko dysponować głęboką wiedzą w zakresie szeroko pojętego marketingu, lecz również posiadać wiedzę w dziedzinie zarządzania oraz ekonomii.
Osoba taka może wchodzić w skład zarządu organizacji.